# 承德鋼鐵
承德钢铁集团有限公司，1954年於中國河北承德成立。公司主要從事鋼鐵業務，包括生产钒钛产品、冶金等業務。2006年被唐山鋼鐵集團收購。
2008年，母公司與河北邯鄲的邯鋼合併成「河北鋼鐵集團」，成為中國最大、世界第五大鋼鐵公司。
该公司的子公司承德钒钛曾是上市公司（上交所除牌前：600357），已併入河北钢铁集團有限公司旗下唐钢股份。

## 連結
- 承德钢铁集团有限公司